# Stephanopis altifrons
Stephanopis altifrons es una especie de araña del género Stephanopis, familia Thomisidae.
Es una especie críptica a menudo escondida en la corteza de un árbol. La longitud del cuerpo de la hembra es de hasta 10 mm, el macho de 6 mm. El color suele ser marrón, o tonos de gris, a veces negro. El saco de huevos tiene 7,5 mm de diámetro. A menudo se coloca en una hendidura en la corteza de los árboles; de forma irregular y camuflado con escombros. Los huevos son de color blanquecino, entre 25 y 30 en cantidad. La hembra descansa con los huevos. La comida de esta araña parece ser la de otras arañas. Las presas registradas incluyen arañas de las familias Salticidae y Hersiliidae.
Según Pickard-Cambridge, el único espécimen utilizado para la descripción de Stephanopis altifrons fue clavado en seco. Por lo tanto, la muestra no se pudo examinar correctamente, por lo que no fue posible determinar si la muestra era adulta. Además, afirma su propio boceto de la araña como «apresurado». Esto puede explicar por qué los caracteres somáticos se describieron de manera inadecuada, los rasgos genitales no se mencionaron en absoluto y las ilustraciones no fueron lo suficientemente detalladas, por lo que la especie no se pudo identificar.

## Distribución
Se distribuye por Australia (Queensland, Nueva Gales del Sur, Tasmania).